# Verșeni, Iași
Verșeni este un sat în comuna Miroslovești din județul Iași, Moldova, România. Se află pe malul stâng al râului Moldova.
Așezată în lunca Moldovei, are o istorie la fel de bogată și veche ca celelalte sate ale comunei Miroslovești. Prima atestare documentară a satului datează de la 20 iulie 1453, unde este pomenit Verijani. În documentele ulterioare, denumirea satului apare în forme grafice variate: Verijeani, Verijeni, Vereșani, Verașeni si Verșeni.
Originea și semnificația acestui nume au fost discutate de unii lingviști români, care susțin că toponimicul Verșeni ar veni de la un străvechi vatman Veriga, care apare într-un document din 15 aprilie 1423. Mai plauzibil pare numele satului de la un boier Vereș, menționat într-un document din 29 martie 1546.
În secolul al XVII-lea, apar date noi despre atestarea acestui sat. Într-o perioadă de 40 de ani, apar peste 50 de documente care tratează transformările socio-economice ale satului. Peste 80% dintre acestea sunt acte de vânzare-cumpărare ale terenurilor. La 20 iulie 1794, ispravnicii de Suceava au cercetat din porunca domnitorului neînțelegerile dintre locuitorii satului Rădășeni și egumenul de Slatina. La judecată s-a dovedit că mănăstirea le-a lăsat în folosință întreg satul și moșia Rădășeni în schimbul dijmei obișnuite, precum și moșia Verșeni în folosință. În satul Verșeni locuiesc în prezent peste 1.200 de persoane.

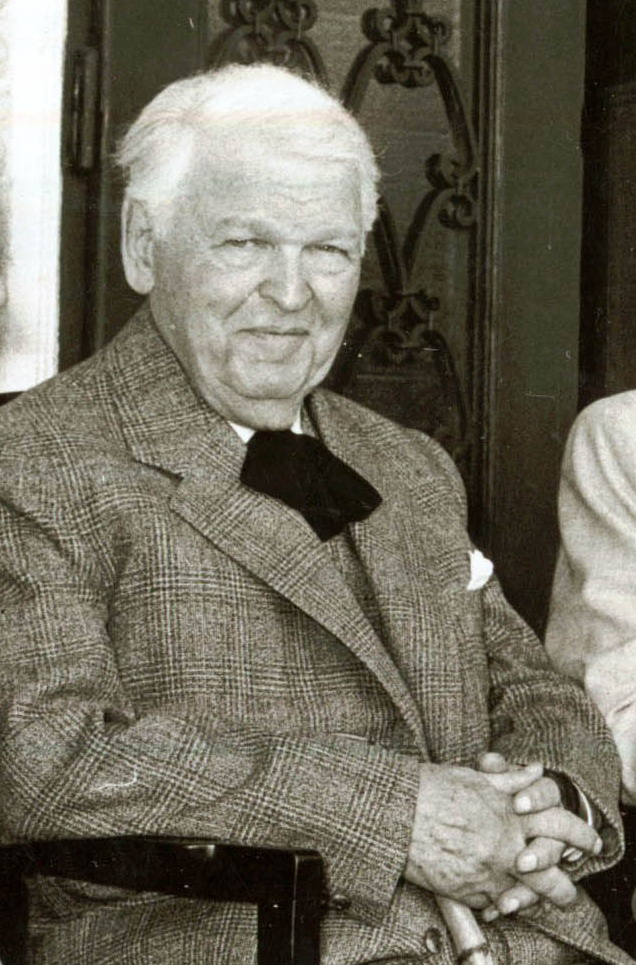
Mihail Sadoveanu

### Fiu al satului Verșeni:Mihail Sadoveanu
Deși, conform bibliografiei, s-a născut la Pașcani (5 noiembrie 1880), noi ni-l revendicăm ca „fiu al satului” Verșeni. În Monografia Comunei Miroslăvești sunt inserate argumente plauzibile furnizate chiar de scriitor, care ne permit transferarea subiectivă a scriitorului de la poziția de „nepot al satului” la cea de care ne-am permis, deja, să uzăm. În documentul găsit la Primăria din Pașcani, legat de nașterea scriitorului, la rubrica locul nașterii e menționată sintagma „în casa mamei”. De drept, casa mamei era casa părinților ei de la Verșeni, ceea ce înseamnă că e posibil ca nașterea să fi avut loc la Verșeni, iar înregistrarea să fi fost făcută, pe parcurs, la Pașcani. Moartea mamei, când Mihail avea 14 ani, îl va detașa dramatic de tatăl său, și-l va face să declare că bunicii din Verșeni i-au devenit părinți adoptivi. În asemenea împrejurări, „întoarcerea spre lumea rurală [a bunicilor din Verșeni] a avut fecunde consecințe” asupra inițierii sale în „codul permanențelor etice ale străvechii civilizații autohtone”. Tot de aici se trage și „fantasticul sadovenian”. Istoricii săi literari constată că „Verșenii […] devin un simbol al unui univers spiritual în care [Mihail] se va integra” și că „neamurile mamei, care trăiau încă viața străbunilor”, vor deveni „lumea operei sale”.   

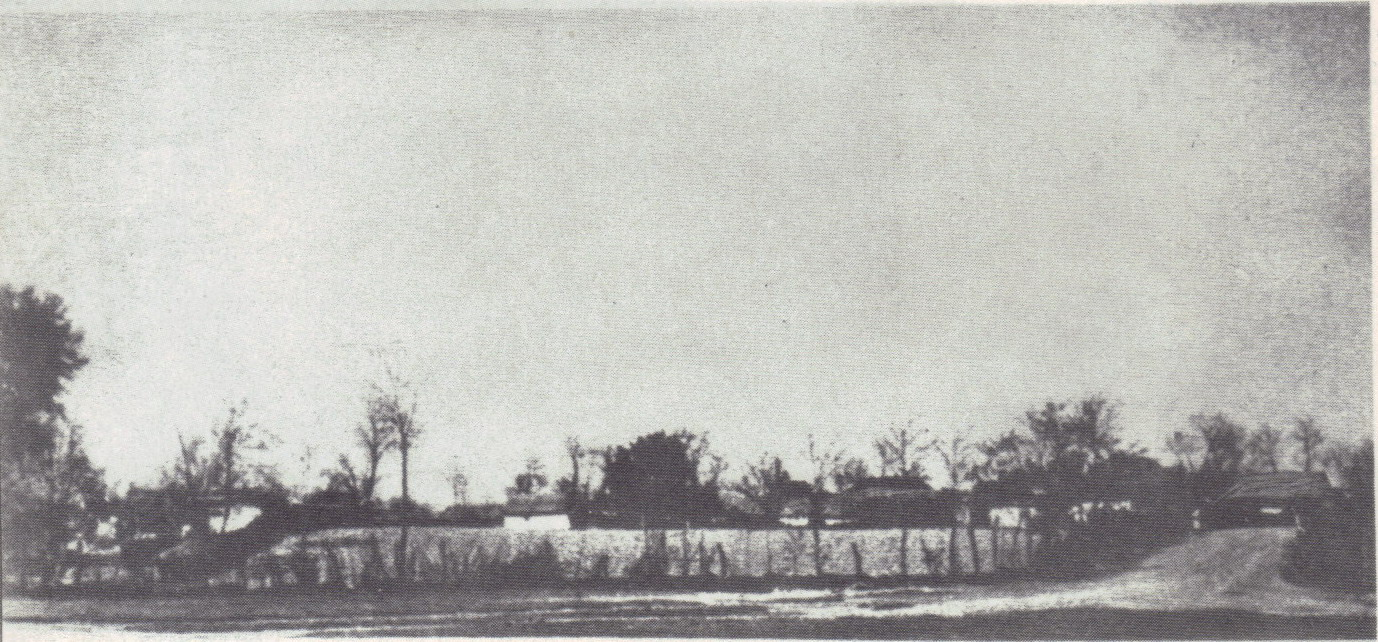
Satul Verșeni la sfârșitul sec. al XIX-lea - începutul sec. al XX-lea
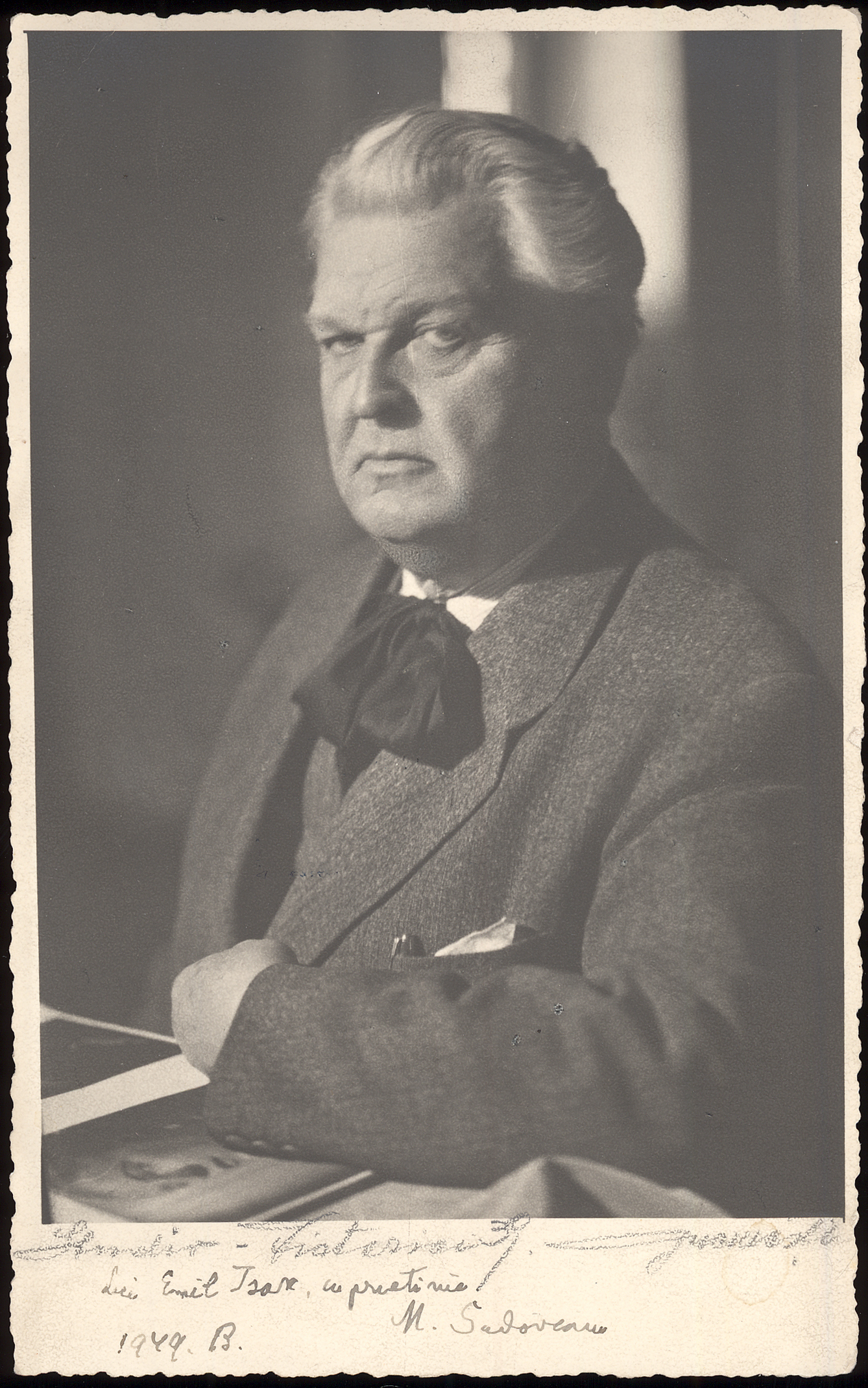
Mihail Sadoveanu

### Râul Moldova
Odată cu ieșirea din munți, cursul Moldovei se ramifică în depresiunile intra-montane, formând grinduri, praguri și ostroave. Pe teritoriul județului Iași, Moldova curge pe o lungime de 30 de km, având un debit mediu de 31,1 metri cubi pe secundă. De-a lungul curgerii sale, Moldova străbate mai multe localități, printre care și satul Verseni. Moldova se varsă în râul Siret (care se varsă în Dunăre) pe teritoriul județului Neamț, în apropierea orașului Roman.